# Jonathan Mendelsohn
Jonathan Mendelsohn (* 1980 New York) je americký zpěvák, skladatel a producent zaměřený hlavně na žánry jako je trance, progressive house nebo hardstyle, aktivní od roku 2000. Jonathan v minulosti již spolupracoval s takovými jmény jako je Dash Berlin, Brennan Heart, Hardwell, Blasterjaxx, Fedde Le Grand, Laidback Luke nebo Andrew Rayel. Sólově mu prozatím vyšla pouze skladba „The First Time“, kterou vypustil do světa 22. června 2017, té ovšem předcházelo několik starších, které oficiálně nikdy nevyšly. Největšími úspěchy byly písně „Better Half Of Me“ a „World Falls Apart“ z let 2011 a 2012 na kterých spolupracoval s nizozemskou skupinou Dash Berlin. Součástí obou písní byl na sebe navazující minifilm, který byl později vydán jako celek o délce necelých 12 minut. Dalším úspěchem byla píseň „Imaginary“ ve spolupráci s nizozemským, tentokrát hardstyle producentem Brennan Heartem, vydanou v roce 2013 nebo také skladba „Echo“, kde hostoval nizozemskému dvojnásobnému vítězi ankety DJ Mag Top 100, známému jako Hardwell.

## Významné skladby
- 2008 King Of My Castle 2009 (s Wamdue Project)
- 2009 Forgiveness (s Wamdue Project)
- 2010 Timebomb (s Laidback Luke)
- 2010 Till Tonight (s Laidback Luke)
- 2010 Coming Back (s Marco V)
- 2010 Love We Got (s Laurent Wolf)
- 2011 Better Half Of Me (s Dash Berlin)
- 2011 You Just Don't Love Me (s David Morales)
- 2012 Where Did You Go (s Morgan Page a Andy Caldwell)
- 2012 World Falls Apart (s Dash Berlin)
- 2013 Steal You Away (s Dash Berlin a Alexander Popov)
- 2013 Imaginary (s Brennan Heart)
- 2013 Hurricane (s Dohr & Mangold)
- 2014 One In A Million (s Andrew Rayel)
- 2014 A New Dream (s Tenishia)
- 2014 Satellite (s Tritonal)
- 2014 Apart (s Orjan Nilsen)
- 2015 Ghost in the Machine (s Blasterjaxx a MOTi)
- 2015 Shooting Star (s Juanjo Martin)
- 2015 Echo (s Hardwell)
- 2015 Follow The Light (s Brennan Heart)
- 2016 Way To Happiness (s Mark Sixma)
- 2016 Open My Eyes (Tom Swoon Edit) (s Ale Q a Avedon)
- 2016 Be Here Now (s Brennan Heart)
- 2016 Memories (s Juanjo Martin a Javi Reina)
- 2016 World Like This (s Alexander Popov)
- 2016 Lost (s Fedde Le Grand)
- 2016 Miracle (s Fedde Le Grand)
- 2017 Black Rose (s Blasterjaxx)
- 2017 Forgiven (s Andrew Rayel)
- 2017 Home (s Andrew Rayel)
- 2017 The First Time
- 2017 Broken (s Brennan Heart a Code Black)
- 2017 We Are Legends (s Hardwell a KAAZE)
- 2017 End Of The World (s KAAZE)
- 2018 Ocean (s Seven Lions a Jason Ross)
- 2018 Coming Back To You (s Brennan Heart)
- 2019 Locked Out Of Heaven (s Dash Berlin)
- 2019 Nothing Hurts Like Love (s Jeffrey Sutorius)
- 2019 Never Before (s Gareth Emery a Ashley Wallbridge)
- 2019 This Is Where It Starts (s Solarstone)